# Désiré Hazard
Cet article court présente un sujet plus développé dans : Octave Feuillet.
Désiré Hazard est le nom de plume sous lequel Octave Feuillet et Paul Bocage ont publié les pièces Échec et mat, Palma ou La nuit du vendredi saint et La Vieillesse de Richelieu, trois drames en prose.